# Adolfo Schwelm Cruz
Adolfo Carlos Julio Schwelm-Cruz (Buenos Aires, 28 de junho de 1923 a 10 de fevereiro de 2012) mais conhecido como Adolfo Schwelm o Teddy , é um ex-automobilista argentino.

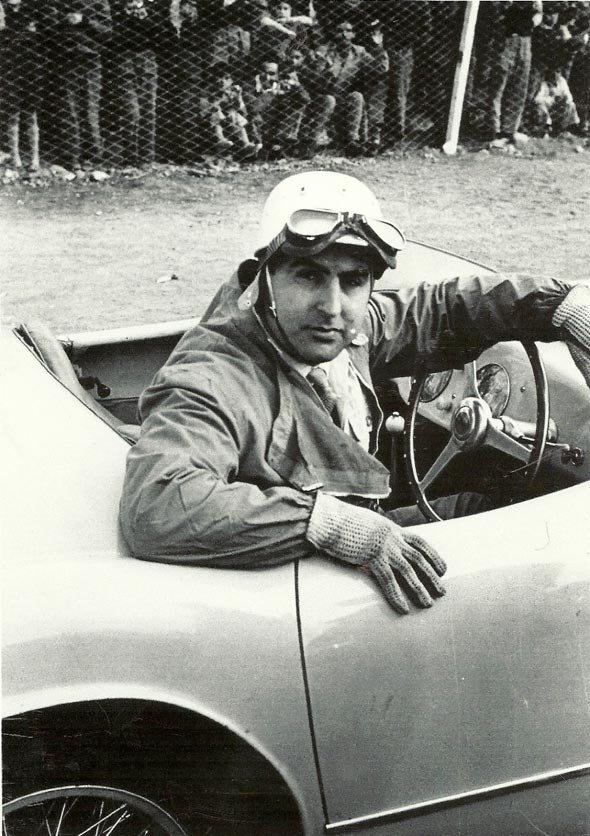
Schwelm-Cruz sobre uma Ferrari 225 S em 1952.

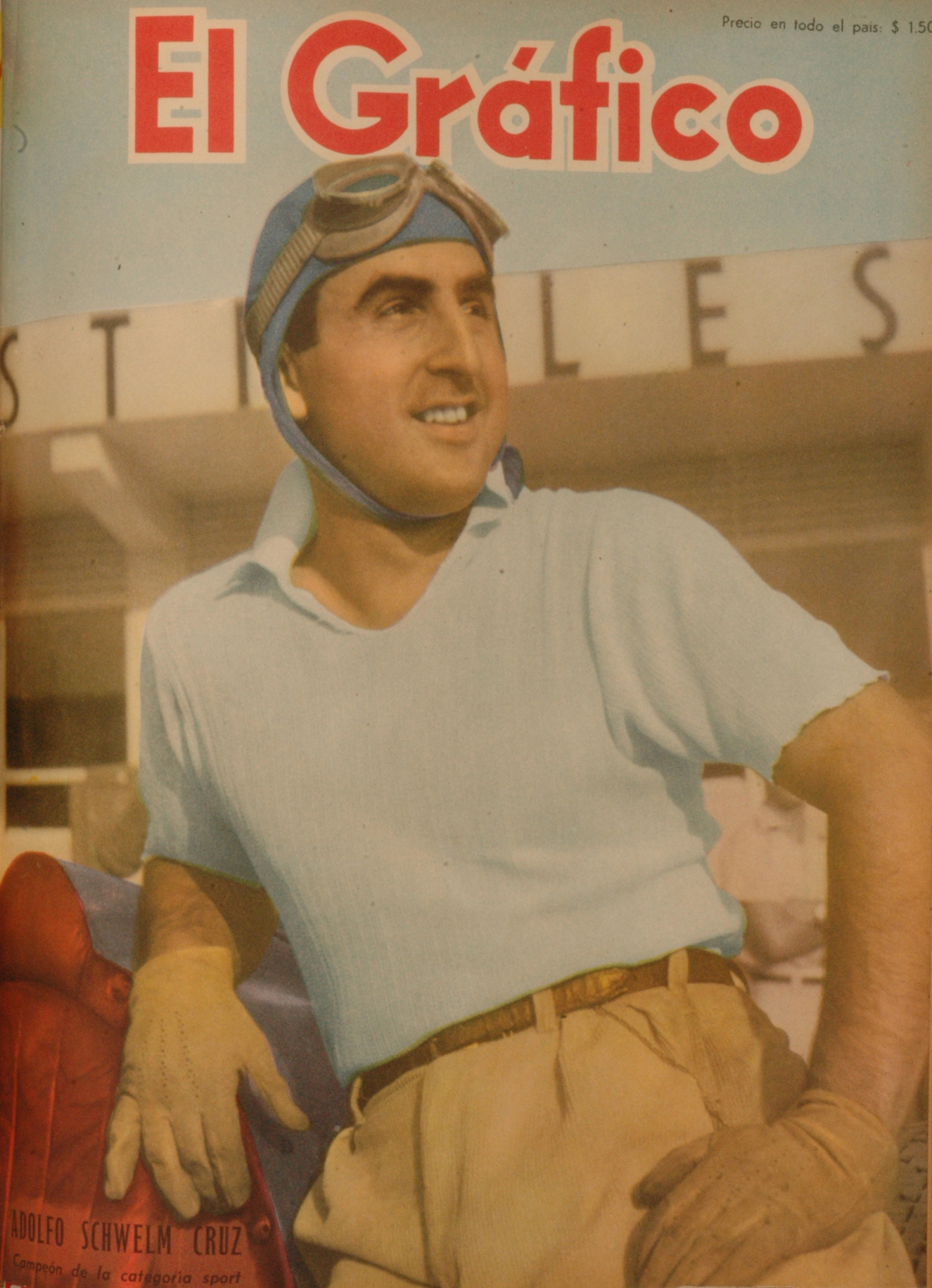
Adolfo Schwelm Cruz em la portada de El Gráfico em 4 de abril de 1952.

## Carreira

### Argentina
Disputou em 1950, 1951 e 1952 o Campeonato Argentino de Autos Sport, ganhando em 1951 e sendo subcampeão nas outras edições. Em todas as corridas, dirigia um Alfa Romeo.

### Europa
Em 1950 competiu na Targa Florio e na Mille Miglia com um Alfa Romeo 6C.

### Fórmula 1
Já na Fórmula 1, Adolfo Schwelm o Teddy  disputou o Gran Premio de Argentina na temporada 1953, em um Cooper T20.